# جیمومو گاممی

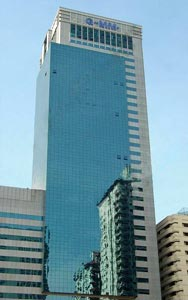
نمایی از آسمان‌خراش دفتر مرکزی جیمومو گاممی در بانگوک، تایلند - ۲۰۰۸

جیمومو گاممی، تایلندی: จีเอ็มเอ็ม แกรมมี่ شرکت سرگرمی و انتشارات موسیقی تایلند است، که در زمینهٔ ارائهٔ آلبوم‌های موسیقی و اجرای کنسرت‌های موسیقی، همچنین ارائهٔ خدمات مسافرتی، سرگرمی و نیز توسعه املاک و مستغلات فعالیت می‌کند. در حال حاضر، این کمپانی یکی بزرگترین شرکت‌های سرگرمی در کره جنوبی است. شرکت جیمومو گاممی در سال ۱۹۸۳ توسط روات پوتتینان تأسیس شد.